# 艾伦·芬德
艾伦·芬德（英語：Alan Finder，1948年2月19日—2020年3月24日）是一名美国记者。他常年工作于《纽约时报》。他在COVID-19疫情期间感染而离世。

## 平生
艾伦·芬德出生在美国纽约州的布鲁克林，在纽约纳苏郡长大，并在那里的南溪古高中毕业。他1969年从美国的罗切斯特大学主修历史，并获得了的文学学士的学位，最后在1972年从耶鲁大学获取了美国研究的文学硕士学位。
1974至1979年间，他在位于新泽西州的哈肯萨克市的“The Record”出版社工作。之后，他去到了长岛的《Newsday》工作。从1983年起，芬德在《纽约时报》已经工作了27年，并于2011年12月退休。《纽约时报》的执行主编把芬德形容为“一个在20世纪80年代和90年代，在充满竞争的纽约城新闻界里冉冉升起的新星。”在退休期间，他继续在The Record、《Newsday》、以及《纽约时报》的国际期刊中担任编辑。
2020年3月24日，芬德在新泽西州里奇伍德的溪谷医院离世。他COVID-19的检测结果呈阳性。